# Sherri Martel
Sherri Russell (née le 8 février 1958 à La Nouvelle-Orléans et morte le 15 juin 2007 à Birmingham) est une catcheuse (lutteuse professionnelle) américaine et une valet, mieux connue sous le nom de Sherri Martel.
Elle s’entraîne auprès de The Fabulous Moolah avant de partir au Japon puis de lutter dans le Tennessee. C'est à l'American Wrestling Association (AWA) qu'elle remporte ses premiers titres et devient triple championne du monde féminine de l'AWA. Elle rejoint la World Wrestling Federation (WWF) en 1987 et y devient championne féminine de la WWF. Elle s'y fait aussi connaître comme manager en accompagnant notamment Randy Savage, Ted DiBiase et Shawn Michaels durant leurs combats jusqu'à son départ en 1993.
Elle fait un bref passage à la Smoky Mountain Wrestling puis à l'Extreme Championship Wrestling avant de rejoindre la World Championship Wrestling (WCW). Là-bas, elle accompagne Ric Flair puis l'équipe Harlem Heat (Booker T et Stevie Ray) jusqu'à son départ en 1997. Par la suite, elle lutte dans diverses petite fédérations de catch en Amérique du Nord jusqu'en 2005. Elle entre au WWE Hall of Fame en 2006. Après sa mort elle reçoit plusieurs distinction à titre posthume tel que son entrée au Hall of Fame de la Women Superstars Uncensored en 2009.

## Jeunesse
Russel grandit à Hattiesburg dans le Mississippi et rêve de travailler dans un cirque. Elle envisage de travailler pour le Ringling Brothers Circus avant qu'on l'en décourage. Elle se passionne alors pour le catch et va fréquemment voir des spectacles avec sa mère.

## Carrière de catcheuse

### Débuts
En 1974, Russell rencontre les Butch Moore et Debbie Johnson et leur demande qui peut l'entrainer. Ils l'envoient à l'école de catch de The Fabulous Moolah. Elle part ensuite lutter au Japon. Elle apparait aussi aux États-Unis à la Continental Wrestling Association, une fédération du Tennessee, où elle a Jim Cornette comme manager. Dans cette fédération, elle se casse une jambe et passe un an et demi en convalescence avant de remonter sur le ring.

### American Wrestling Association (1985-1987)
En 1985, Martel rejoint l'American Wrestling Association (AWA) où elle travaille pour 2 000 dollars par mois. Elle devient la rivale de Candi Devine (en) qui est alors championne du monde féminine de l'AWA. Elle y remporte ce titre le 28 septembre durant SuperClash. Devine récupère ce titre en octobre avant que Martel ne le remporte à nouveau le 17 octobre.
Son second règne prend fin après sa défaite face à Candi Devine (en) le 16 janvier 1986. Elle est aussi la valet de Buddy Rose et Doug Somers qui deviennent champion du monde par équipes de l'AWA. Durant cette période, Rose et Sommers apprennent à Martel à faire des interviews pour promouvoir leur matchs. Devine récupère le titre féminin le 16 janvier 1986.
Le 28 juin 1986 au cours de Battle by the Bay, elle parvient à vaincre Candi Devine (en) pour devenir une troisième fois championne du monde féminine de l'AWA. Elle conserve son titre le 2 mai face à Madusa Miceli à SuperClash II. Fin juin, Martel informe Verne Gagne, le président de la AWA, qu'elle quitte cette fédération pour rejoindre la World Wrestling Federation.

### World Wrestling Federation (1987-1993)

#### Championne du monde féminine de la WWF (1987-1989)

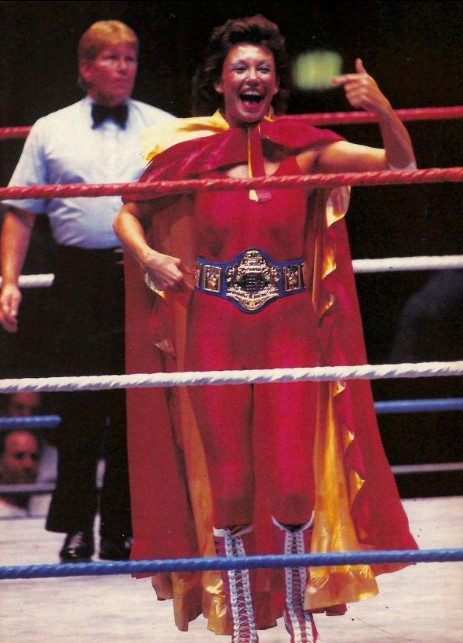
Sherri Martel avec la ceinture de championne du monde féminine de la WWF.

À l'été 1987, Martel négocie sa venue à la World Wrestling Federation (WWF) par l’intermédiaire de Jesse Ventura. Elle y lutte sous le nom de « Sensational » Sherri Martel devient championne du monde féminine de la WWF le 24 juillet au cours d'un spectacle non télévisé après sa victoire face à The Fabulous Moolah. Les deux catcheuses se retrouvent le 28 août lors du Paul Boesch (en) Retirement Show où Martel garde son titre. Le 23 novembre au cours des Survivor Series, elle fait équipe avec Dawn Marie, Donna Christianello, Judy Martin et Leilani Kai et affrontent Rockin' Robin (en), The Fabulous Moolah,Itsuki Yamazaki (en), Noriyo Tateno (en) et Velvet McIntyre dans un match par équipes à élimination. Martel élimine Rockin' Robin avant de se faire sortir par McIntyre. Le 26 décembre, elle conserve son titre après sa victoire après sa victoire face à Rockin' Robin.
Le 25 avril 1988, elle défend avec succès son titre face à Desiree Peterson. Son règne de championne du monde féminine de la WWF prend fin le 7 octobre après sa défaite face à Rockin' Robin (en). Elle tente de récupérer ce titre le 26 novembre sans succès. Dans le même temps, elle commence à être utilisée comme une valet en accompagnant The Honky Tonk Man.
Le 15 janvier 1989 au cours du Royal Rumble, Martel défie la gagnante du match de championnat opposant Rockin' Robin à Judy Martin. Elle retrouve Robin dans un match de championnat le 11 février où Martel ne parvient pas à la vaincre.

#### Valet du«Macho King»Randy Savage (1989-1991)
Après WrestleMania V, le « Macho Man » Randy Savage est en conflit avec sa valet Miss Elizabeth. Le 8 avril, « Sensational » Sherri provoque Elizabeth en disant qu'à cause d'elle Savage n'a pas remporté son combat avant que Savage arrive pour attaquer sa valet. Une semaine plus tard, Savage annonce que « Sensational » Sherri est dorénavant sa valet.

## Mort
Martel est décédée dans la résidence de sa mère au matin du 15 juin 2007 à l'âge de 49 ans. Selon sa sœur Vickie, elle serait morte alors qu'elle buvait un café avec leur mère sur le perron de la maison.
Le 11 septembre 2007, la police publie le rapport sur la mort de Martel, précisant qu'elle est morte d'une surdose accidentelle de plusieurs médicaments, notamment d'oxycodone.
L'enterrement de Sherri Martel a été payé par Vince McMahon, et Booker T a contribué au paiement de la pierre tombale. Plusieurs autres de ses amis du monde du catch assistèrent à l'enterrement, notamment Shawn Michaels, Madusa, Kevin Sullivan, Marty Jannetty et Jake Roberts.

## Palmarès
- American Wrestling Association (AWA)
  - 3 fois championne du monde féminine de l'AWA[25]
- AWA Superstars of Wrestling
  - 1 fois championne du monde féminine de l'AWA Superstars of Wrestling[26]
- Southern States Wrestling
  - Membre du Kingsport Wrestling Hall of Fame (promotion 2003)[27]
- World Wrestling Federation / World Wrestling Entertainment (WWF / WWE)
  - 1 fois championne du monde féminine de la WWF[28]
  - Membre du WWE Hall of Fame (promotion 2006)[29]
- Women Superstars Uncensored (WSU)
  - Membre du WSU Hall of Fame (promotion 2009)[30]

## Récompenses des magazines et distinctions
- Cauliflower Alley Club (en)
  - Elle reçoit une distinction en 1994[31]
- Pro Wrestling Illustrated
  - 2e manager de l'année 1995[32]
- Wrestling Observer Newsletter awards
  - Manager de l'année 1991[33]